# .km
.km је највиши Интернет домен државних кодова (ccTLD) за Коморе.